# Кућа породице Дудић у Клинцима (Ваљево)
Кућа породице Дудић у Клинцима (Град Ваљево) типична је сеоска кућа, подигнута почетком 20. века, представља непокретно културно добро као споменик културе.
У њој су живела два Дудића, отац и син Драгојло и Миша, оба истакнути комунистички револуционари и народни хероји.